# Zone de protection paysagère de Buda
La zone de protection paysagère de Buda (hongrois : Budai Tájvédelmi Körzet, prononcé [ˈbudɒi ˈtaːjveːdɛlmi ˈkøɾzɛt])) est une aire protégée située à Budapest et dont le périmètre est géré par le parc national Duna-Ipoly. Celui-ci comprend les grottes de dolomite de Buda et les zones boisées des collines de Buda. La zone naturelle protégée permet ainsi de conserver le patrimoine floristique et faunistique de la capitale. Parmi les espèces endémiques, le gurgolya hongrois (Leucospermum Seseli), le Sesleria sadleriana (herbes) et le dompte-venin hongrois (Vincetoxicum pannonicum) sont particulièrement protégés. Le lin du Pilis (Linum dolomiticum) dispose d'une aire taxonomique réduite aux collines du Szénás.
Du côté de la faune, les espèces préservées sont la fourmi aux longues pattes, la magicienne dentelée, le lézard de Pannonie (Ablepharus kitaibelii), le Coluber caspius (colubridae), le pic noir et le corbeau.
Ce paysage est inscrit dans le réseau Natura 2000 sous le nom de Budai-hegység depuis 2004, il abrite 12 habitats et 32 espèces d'intérêt communautaire.

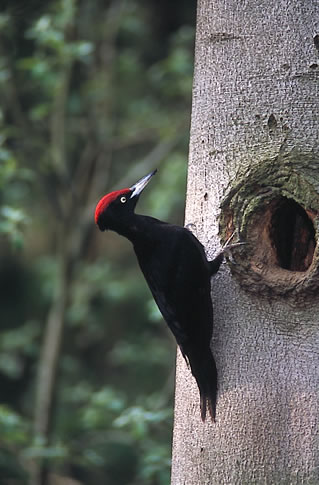
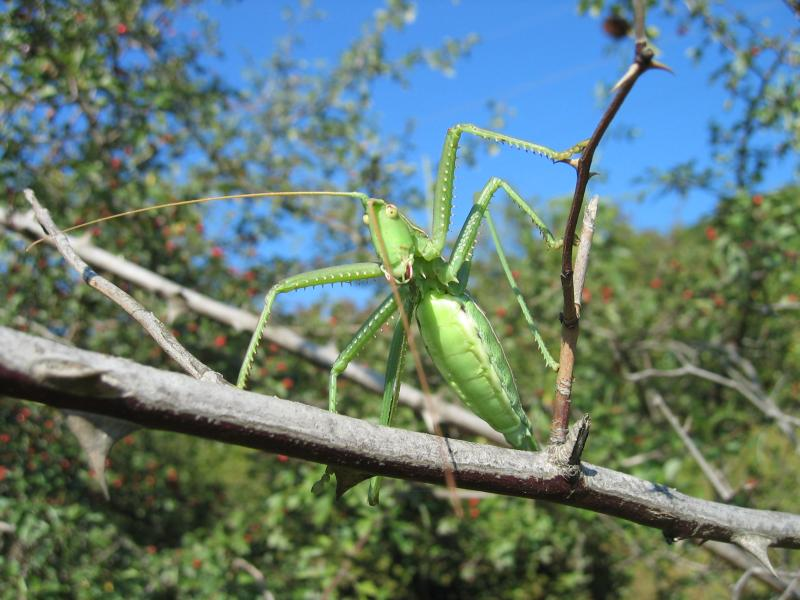
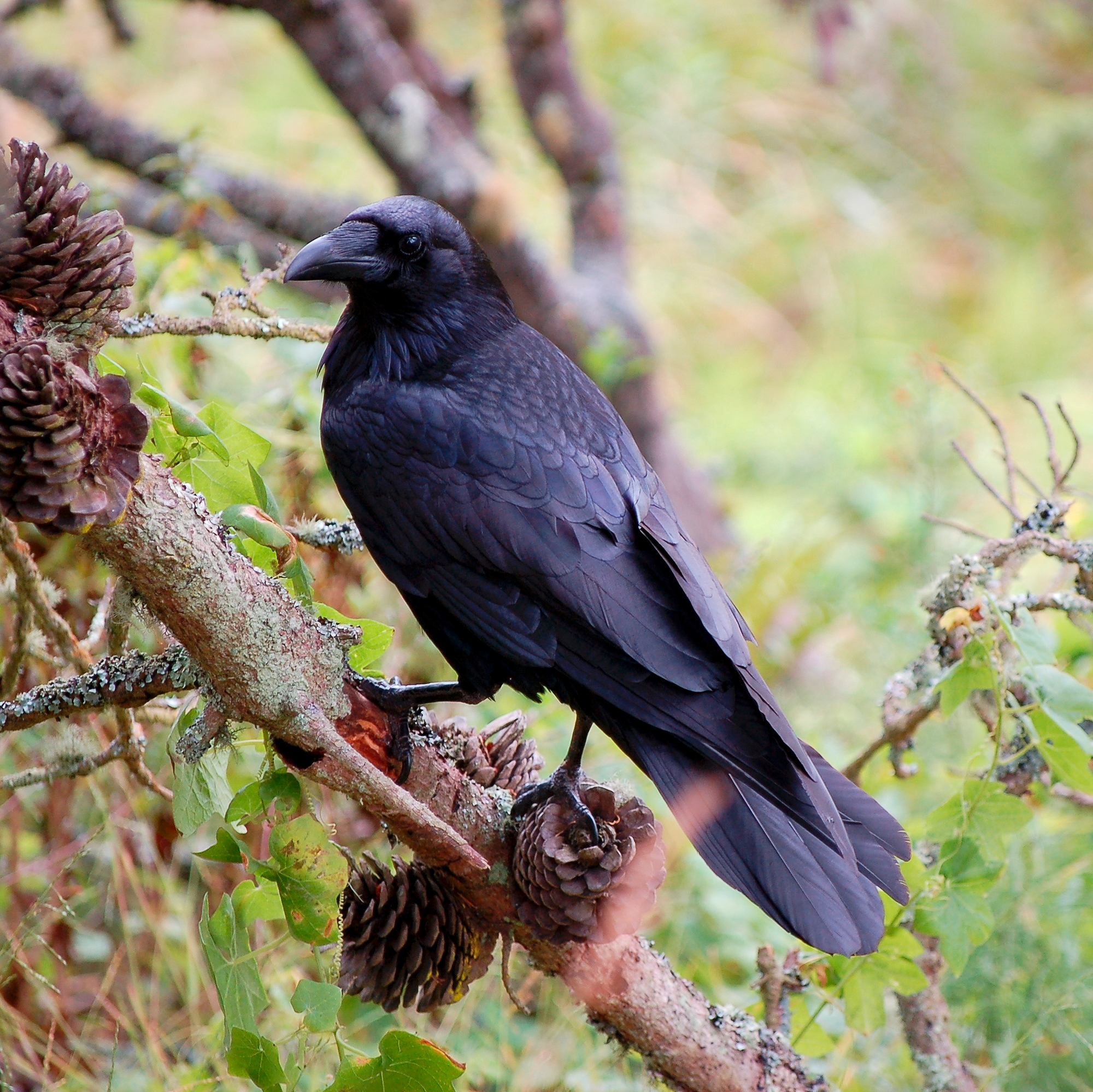
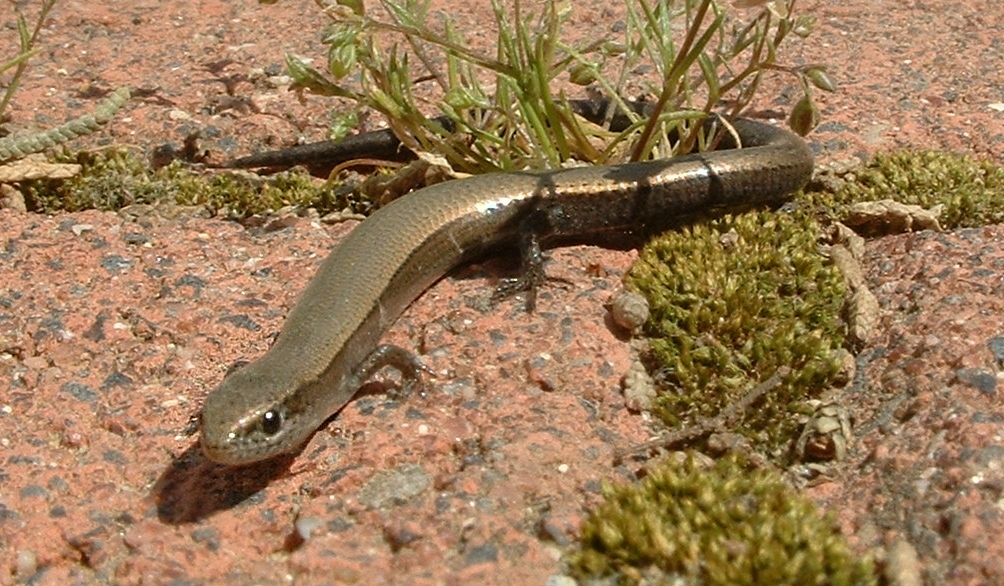
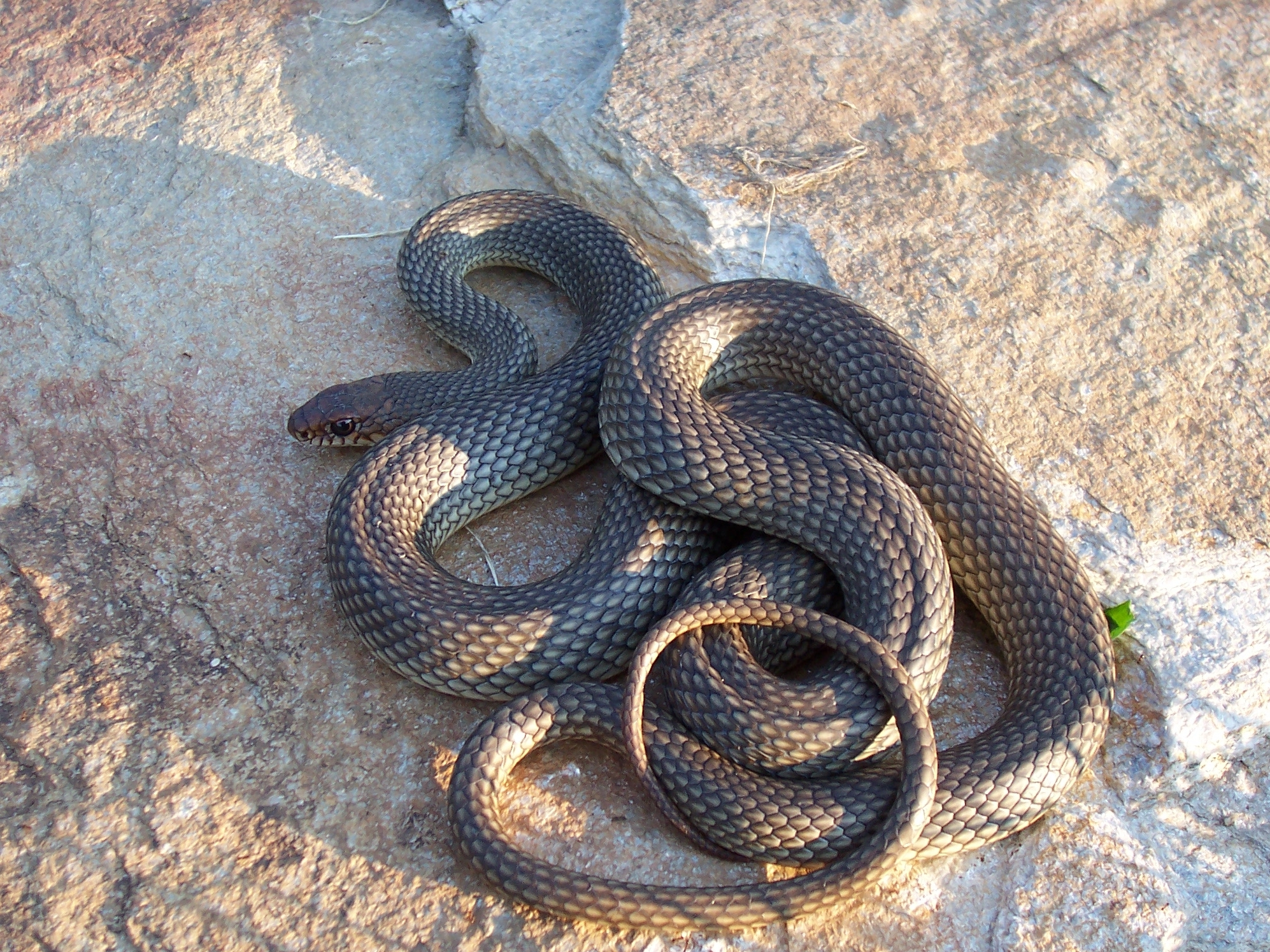
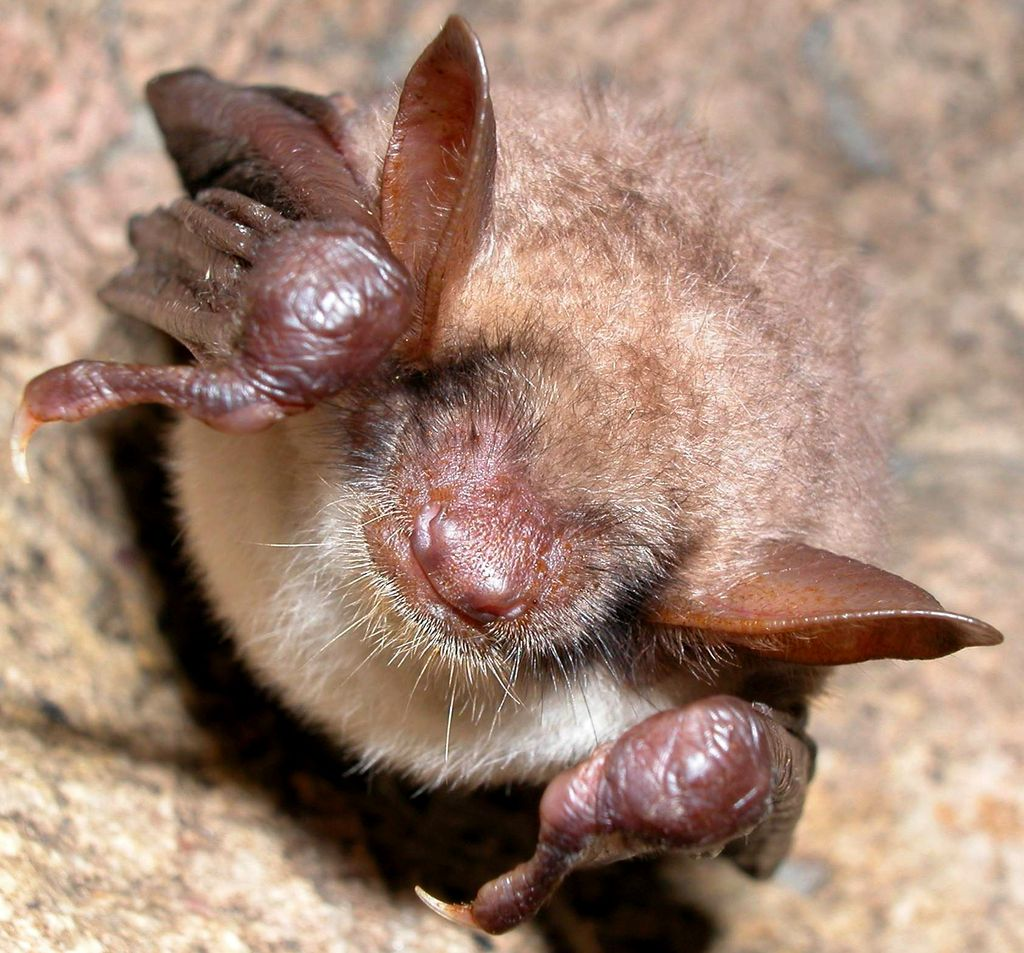
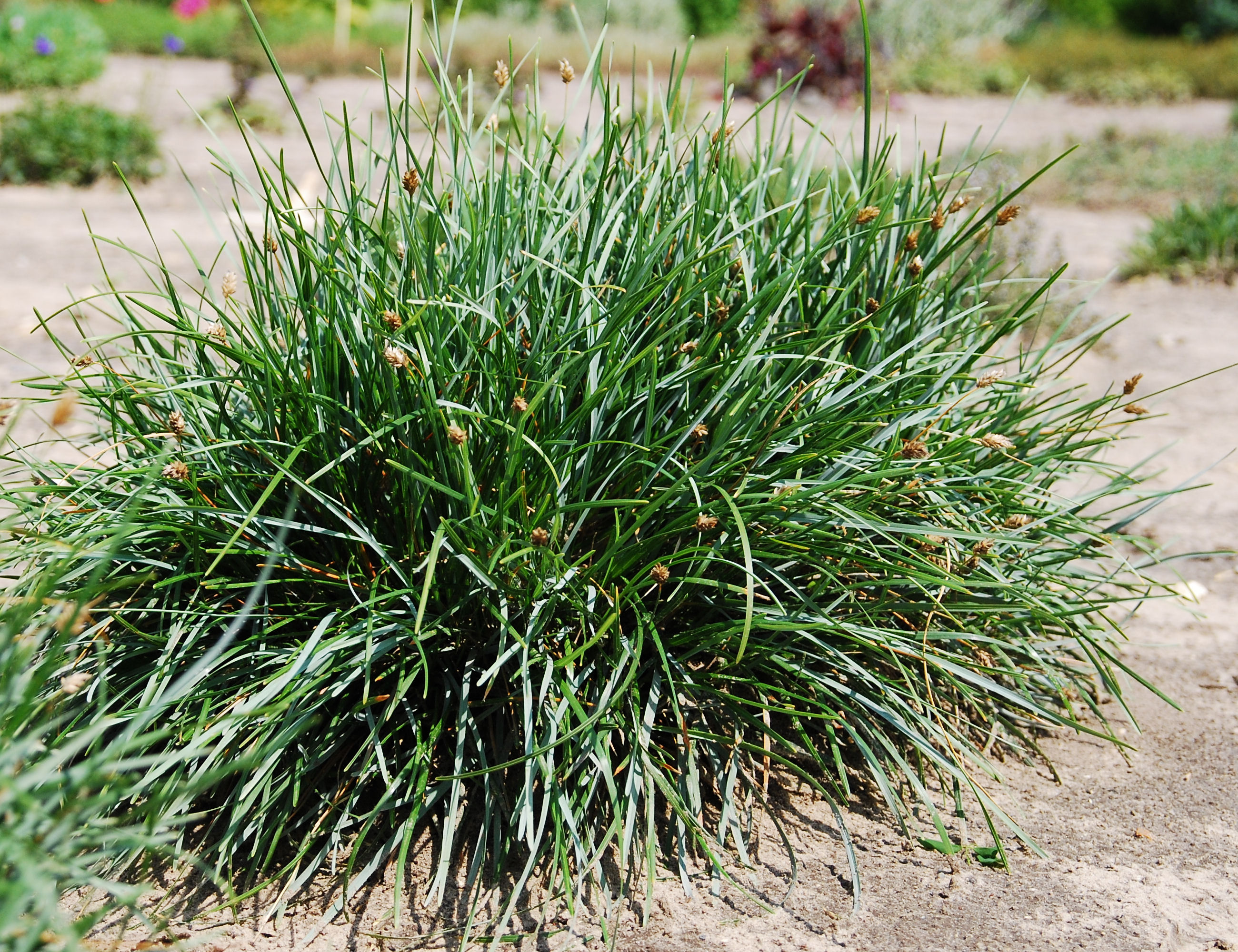